# Rhamphomyia kreischi
Rhamphomyia kreischi är en tvåvingeart som beskrevs av Bartak 1998. Rhamphomyia kreischi ingår i släktet Rhamphomyia och familjen dansflugor. Inga underarter finns listade i Catalogue of Life.